# Sablage

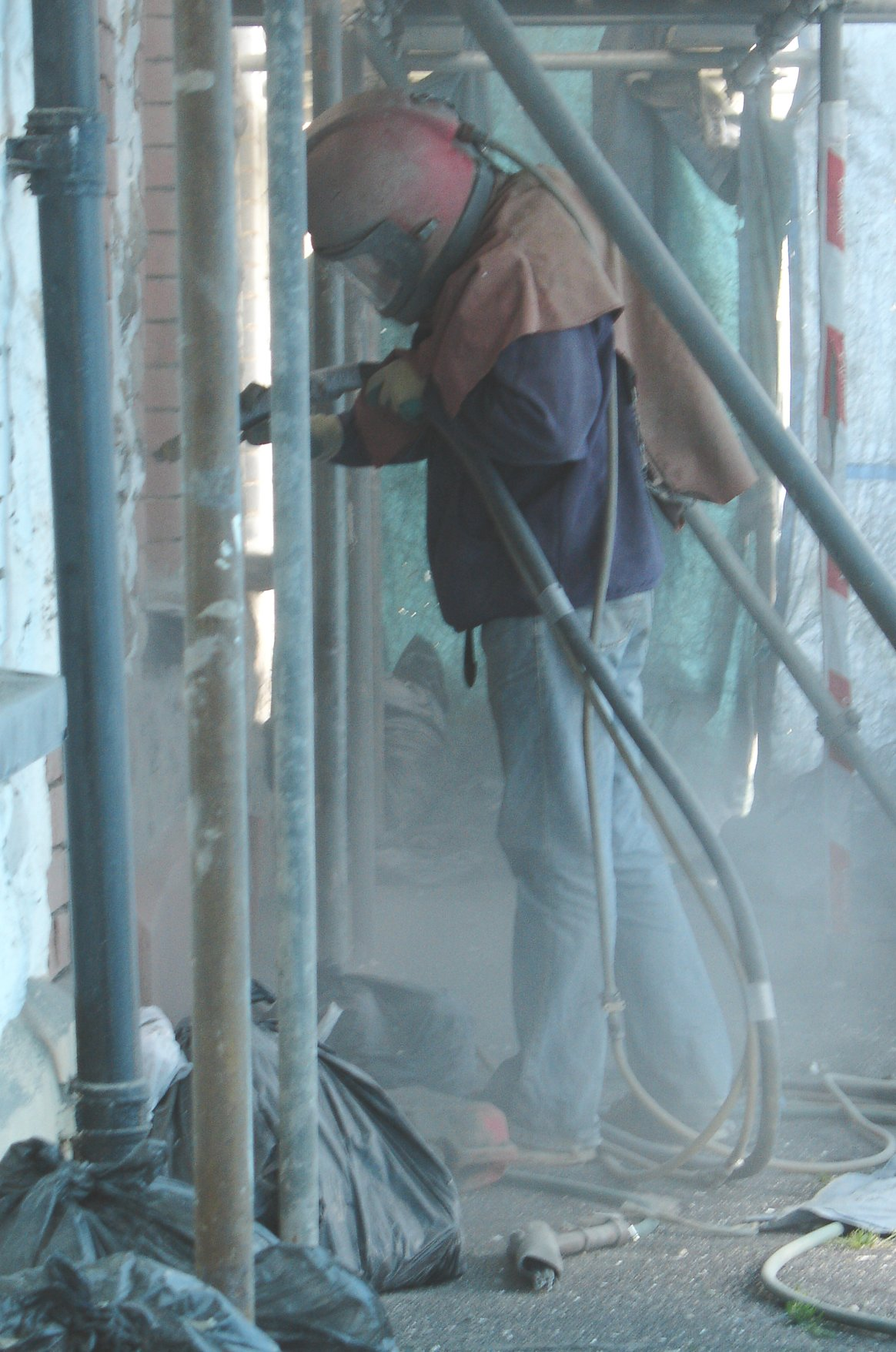
Ravalement de façade à l'aide de sable à haute pression

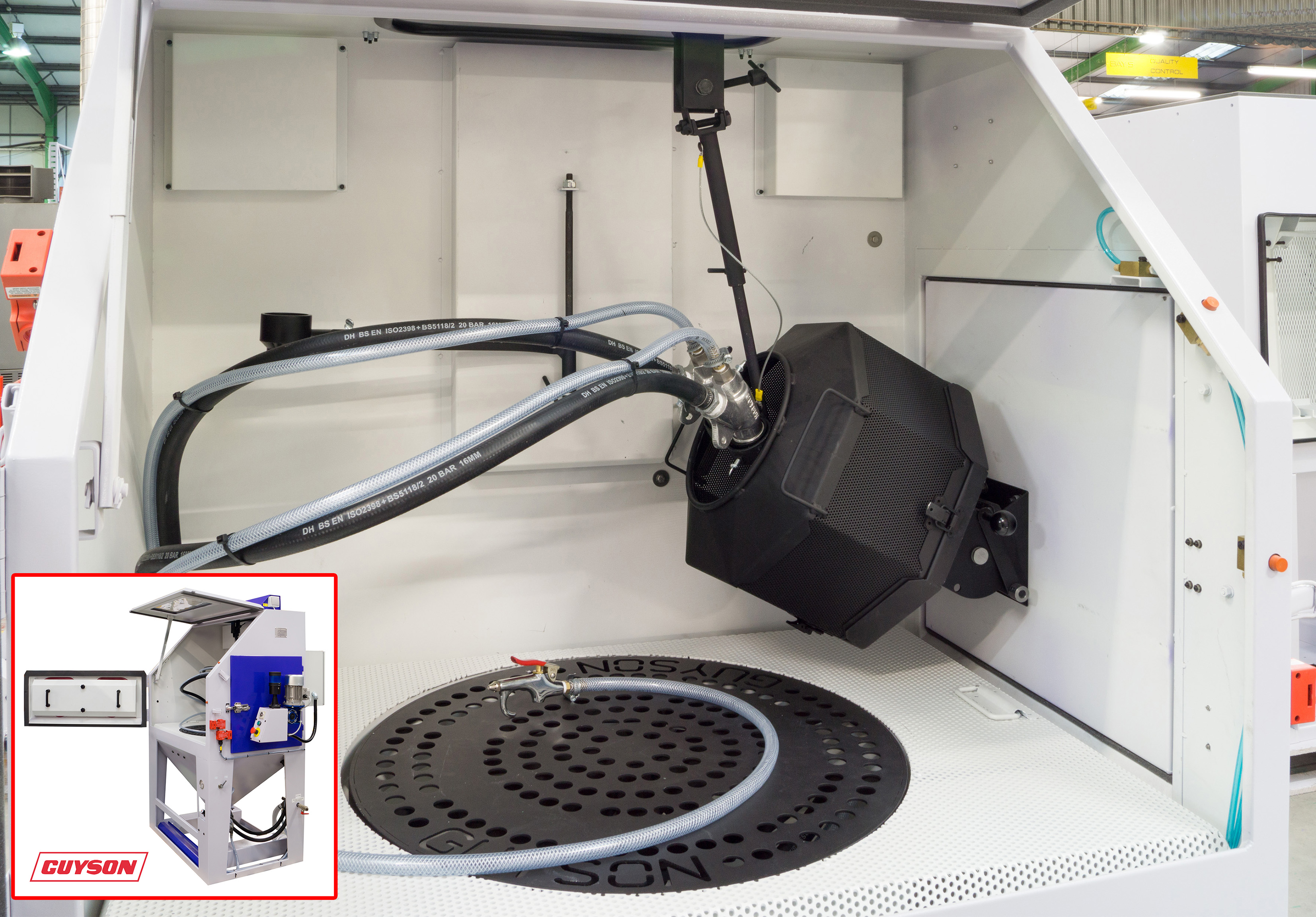
Intérieur d'une cabine de sablage manuelle avec tonneau pour sablage en vrac

Le sablage est une technique industrielle de nettoyage des grandes surfaces en utilisant un abrasif projeté à grande vitesse à l'aide d'air comprimé au travers d'une buse, sur le matériau à décaper. Quand l'abrasif est constitué de billes, on parle aussi ou plutôt de grenaillage. Le sablage est utilisé dans de nombreuses industries ; c'est également une technique de ravalement de façade.
Son brevet est déposé par l'Américain Benjamin Chew Tilghman en 1870.

## Effets du sablage
La projection de sable à grande vitesse sur une surface a plusieurs effets :
- Il décape, désoxyde, enlève une couche superficielle fragile (peinture par exemple).
- Il crée une rugosité, qui facilite l'accroche d'un revêtement, ou donne un aspect à un moule pour pièces en plastique, c'est une bonne préparation avant peinture.
- Il dépolit, notamment le verre, aspect « verre sablé ».
- Utilisé pour la gravure (numéros de série sur les vitres de voitures, noms sur les pierres tombales).
- Lorsque l'abrasif est rond, type billes de verre, on obtient un effet satiné. Utilisé comme finition pour les soudures inox ou aluminium. C'est alors appelé microbillage.
- À forte puissance les impacts provoquent une déformation plastique et modifient donc la surface (écrouissage, création de contraintes de compression, shot peening)

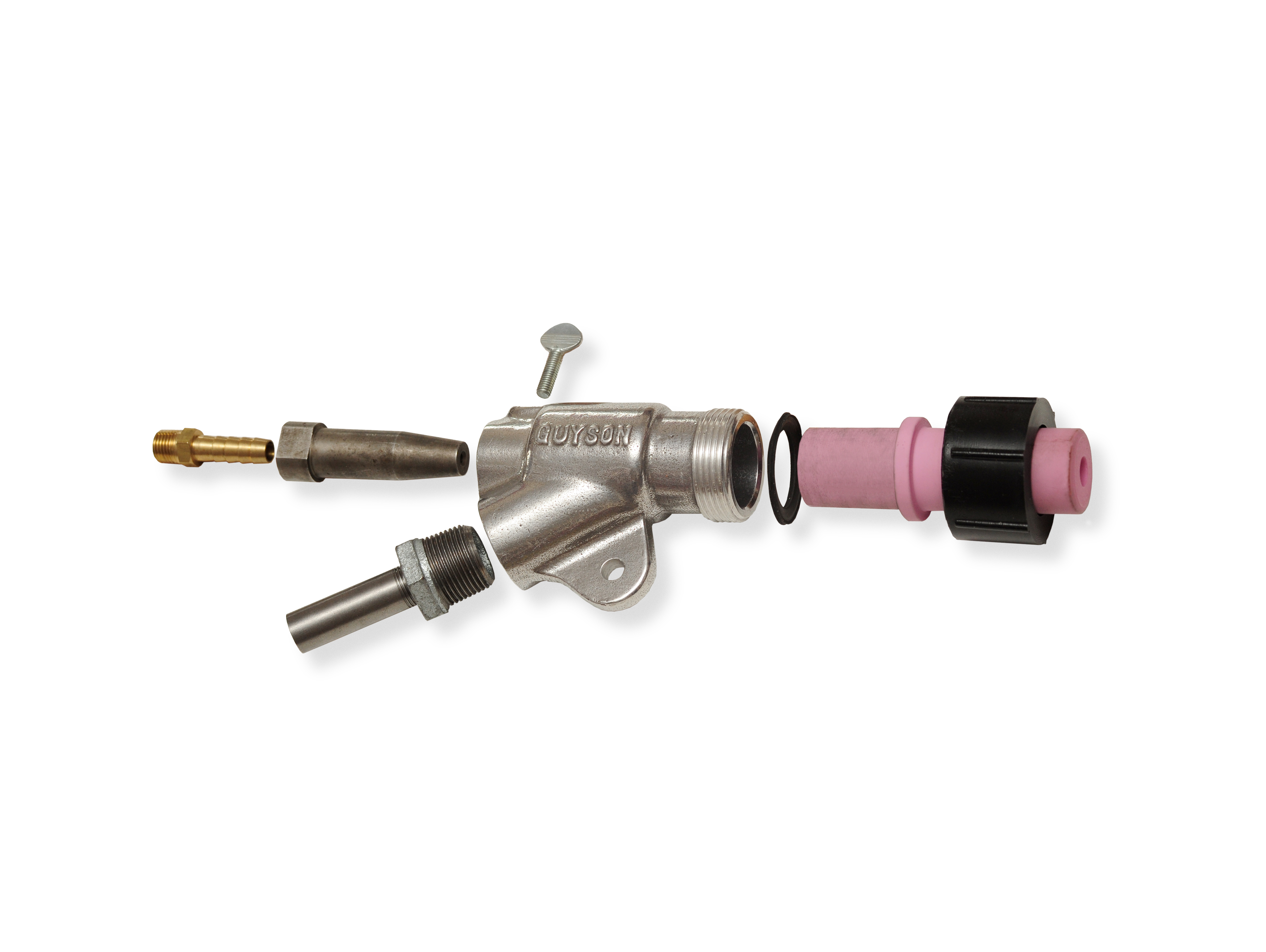
Vue éclatée d'un pistolet de sablage

- À faible puissance avec des abrasifs de gommage, on peut nettoyer sans abîmer le support. (Ex retirer de la peinture d'une vitre sans la dépolir ou la rayer.)

- Généralement, le sablage induit un état de surface compris entre 6,3 et 12,5.

## Le matériel
Le traitement de petites et moyennes pièces peut se faire en cabine à manche, cette solution permet de travailler confortablement en confinant dans la machine l'abrasif et les poussières générées.
La cabine peut être équipée d'une installation de recyclage et de nettoyage de l'abrasif en continu.
Les sableuses peuvent être munies de bandes transporteuses ou équipées pour le traitement des pièces en automatique.
Le traitement des pièces de grande taille se fait à jet libre, le sableur porte alors une combinaison de protection et un casque ventilé pour le protéger des poussières générées.
Il existe plusieurs technologies de projection d'abrasif :

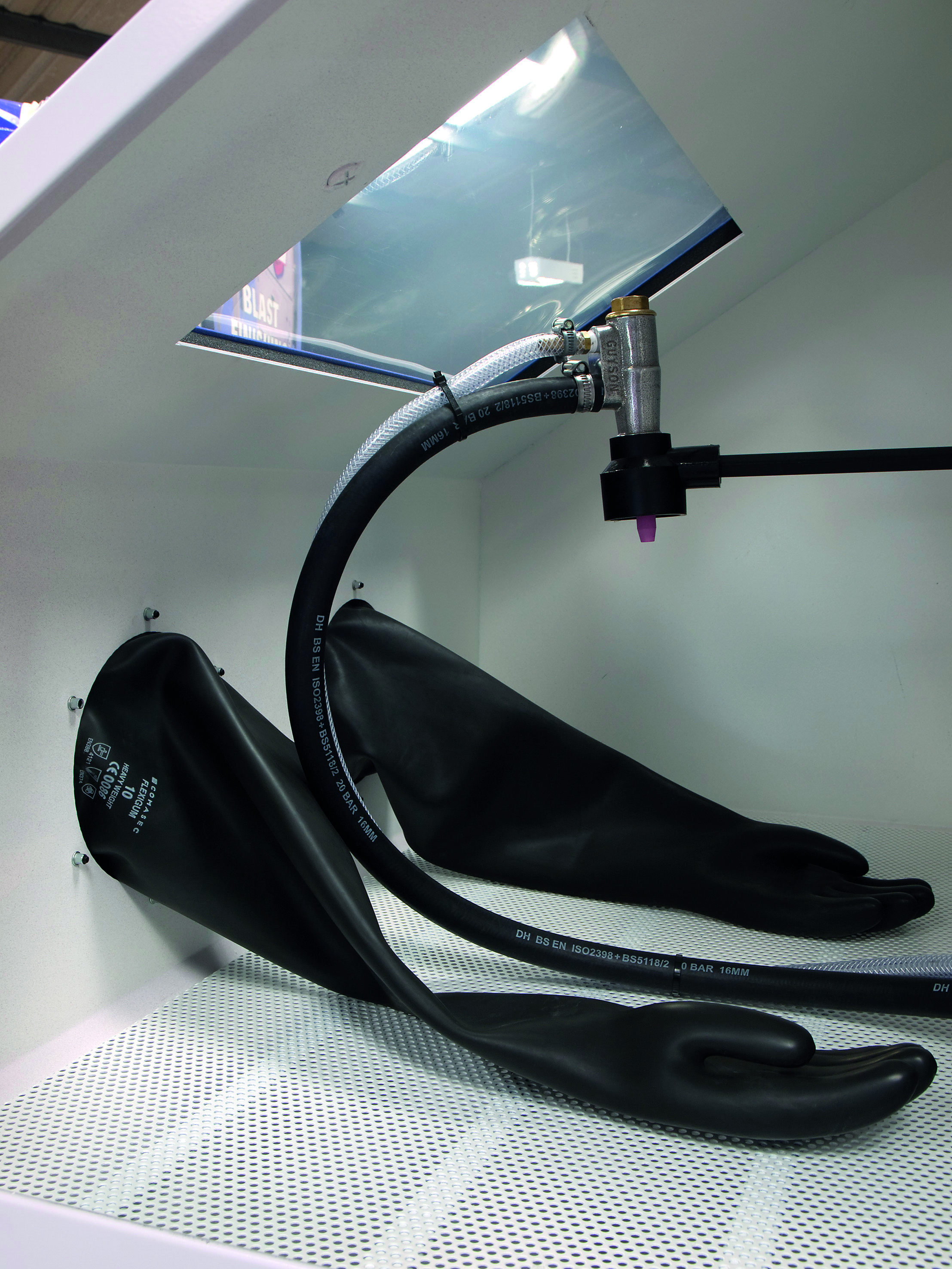

- Le système à dépression, simple et économique, un venturi, à air comprimé, intégré au pistolet aspire l'abrasif depuis son réservoir.
- Le système à surpression, beaucoup plus productif, consiste à mettre sous pression l'air dans un récipient dans lequel est stocké l'abrasif, celui-ci est alors expulsé via un flexible et une buse.

Le sablage nécessite de l'air comprimé donc un compresseur, il faut veiller à avoir un air dépourvu d'humidité, donc un sécheur est à prévoir dans l'installation d'air comprimé.
Il existe des cabines de sablage adaptées à tous les métiers, il est également possible de concevoir une cabine de sablage spécifique à son utilisation, elles peuvent même être robotisées.

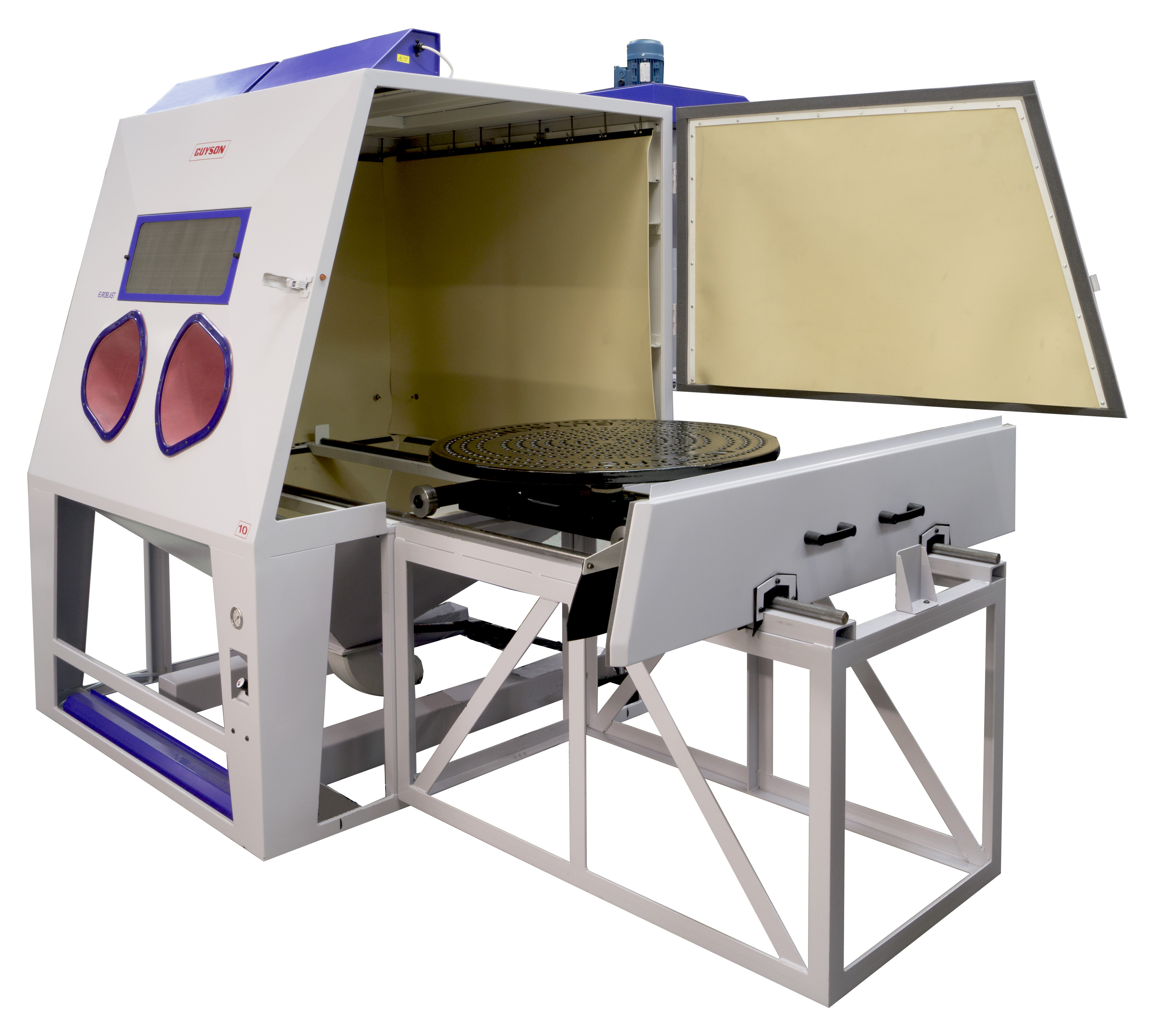
Cabine de sablage pour pièces de grande dimension

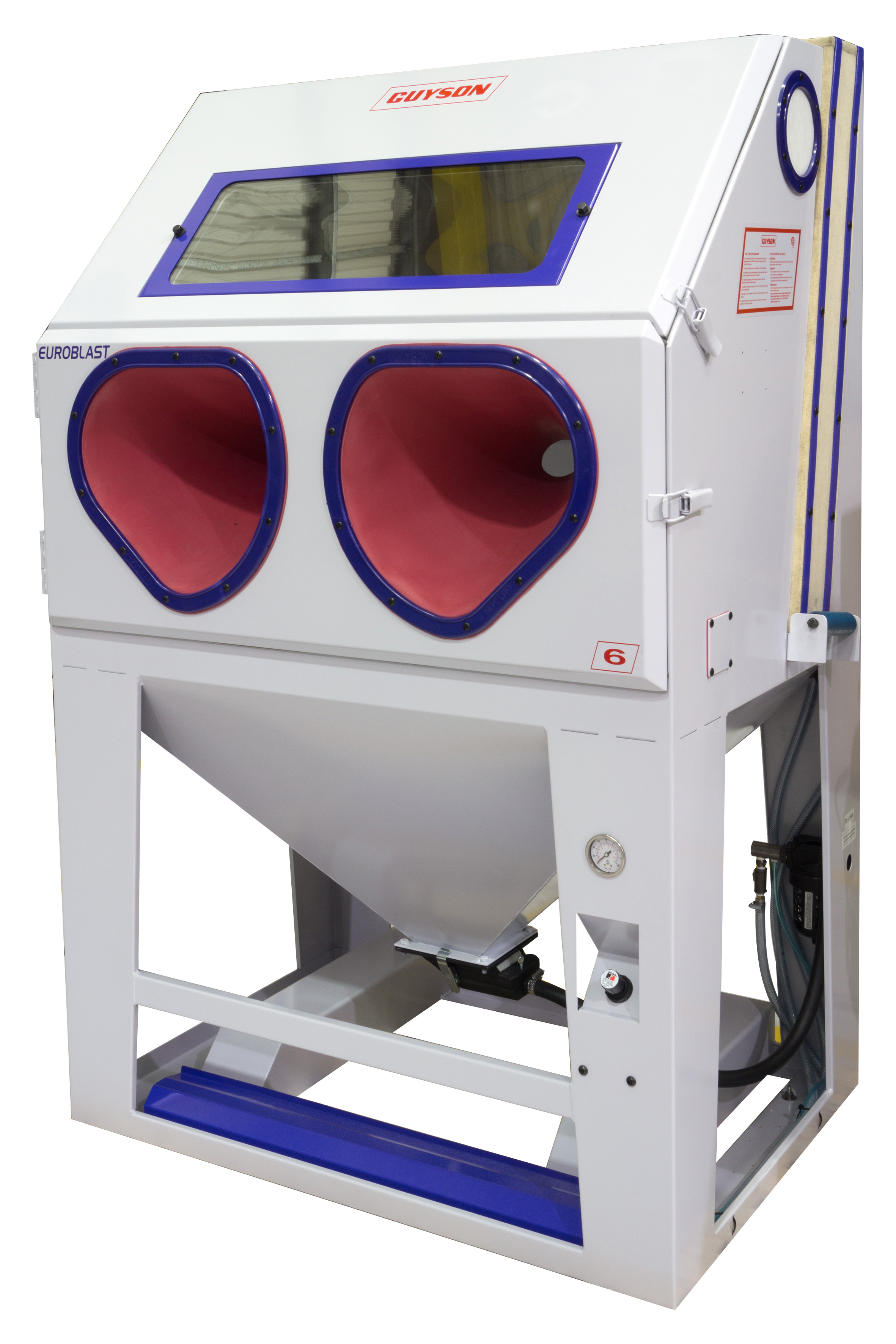
Cabine de sablage de plaques de verre

## Différents abrasifs
Il est impératif de choisir soigneusement l'abrasif à projeter, selon le but recherché.
- Le terme sablage vient du fait qu'à l'origine on utilisait du sable comme abrasif : anciennement en frottant la pièce avec, puis en le projetant sur la pièce. Parfois de l'eau est ajoutée au sable, principalement dans le but de limiter la production de poussières.

1. Cette technique est utilisée dans le bâtiment pour le nettoyage des murs par projection de sable.
2. Elle est utilisée pour tatouer les vitres des automobiles avec un numéro spécifique, on utilise un sable très fin et un pochoir du motif à reproduire. Cela tend à dissuader les voleurs de dérober le véhicule.

- Le sable n'est presque plus utilisé dans le sablage, à cause de la silice cristalline qu'il contient. Celle-ci, en s'accumulant dans les poumons, cause chez les sableurs la silicose, maladie mortelle incurable. En remplacement, on utilise en sablage des scories vitrifiées, du corindon et d'autres types de produits plus techniques en fonction de ce que l'on cherche à obtenir. Les poussières émises lors des opérations de sablage proviennent non seulement de l'abrasif, mais aussi du support décapé, et peuvent donc se révéler particulièrement dangereuses, en particulier lors des opérations de ravalement de façades [1].

Dans l'industrie et le traitement de surfaces "haut de gamme" (horlogerie, maroquinerie, aéronautique, mais également automobile), de nouvelles solutions techniques apparaissent avec des corindons blancs de taille très réduite (jusqu'à 3000 mesh) ou des carbures de silicium et non pas de la silice (en black ou green).
Le sablage peut être réalisé à sec ou en voie humide, par projection, mais parfois par tribofinition afin de moins modifier les contraintes internes (voilage de pièces fines ou réduction des diamètres de perçage).

## Applications
- Nettoyage de surface
- Ébavurage de pièces
- Préparer avant peinture
- Créer une rugosité
- Désoxyder
- Décaper
- Satiner
- Décoration